# Abismo (película de 1977)
Abismo es una película estadounidense de 1977, dirigida por Peter Yates. Protagonizada por Robert Shaw, Jacqueline Bisset, Nick Nolte y Louis Gossett, Jr. en los papeles principales. Basada en la novela homónima de Peter Benchley.

## Argumento
David Sanders (Nick Nolte) y Gail Berke (Jacqueline Bisset) están de vacaciones en Bermudas y se dedican a bucear en las proximidades de antiguos restos de naufragios. Gail encuentra un antiguo medallón con una imagen femenina y las letras "S.C.O.P.N." seguidas de una fecha, 1714, encuentra también una ampolla conteniendo un líquido color ámbar.
Siguiendo los consejos de algunos amigos, se dirigen al domicilio de Romer Treece (Robert Shaw), un faro en el cual él trabajaba como farero. Romer también es un experto buceador y buscador de tesoros e identifica el medallón como de origen español. Sin embargo la ampolla con el líquido ámbar llama la atención del hombre que les había arrendado el equipo de buceo a David y Gail, y pronto aparece Henri Cloche (Louis Gossett, Jr) el reyezuelo de drogas local y jefe del arrendador de equipos, que comienza a aterrorizar a David y Gail, sabiendo que la ampolla contiene morfina medicinal, proveniente de la nave Goliath que se había hundido en las cercanías durante la Segunda Guerra Mundial, llevando una carga de munición y medicinas. La nave estaba marcada como un naufragio peligroso debido a los explosivos que llevaba.
Romer Treece llega a la conclusión de que una tormenta reciente había removido la carga de morfina y también había dejado al descubierto el tesoro de una antigua nave, posiblemente española.
David, Gail y Romer comienzan a bucear en el Goliath y recuperan miles de ampollas de morfina. Henri Cloche, al enterarse, decide alimentar a los tiburones tigres de la zona con drogas que los hacen aún más agresivos, para que ataquen a los tres buceadores.
Más tarde, el trío investiga en la biblioteca de Romer, logrando reconstruir una lista de los valores que transportaba la nave española. Logran hallar la descripción de una jarra con las letras EF grabadas en ella. Se trataba de Elisabetta Farnese, una dama noble que reconocieron. David está decidido a establecer el origen del tesoro, necesario para lograr una denuncia ante las autoridades y tener derecho a una parte de él.
Romer propone destruir a la nave Goliath para dejar la morfina fuera del alcance de Henri Cloche, éste a su vez está decidido a todo para quedarse con toda la morfina. Como consecuencia un antiguo sobreviviente del Goliath, Adam Coffin (Eli Wallach), que intenta robar la morfina recuperada, muere por efecto de una bomba caza bobos. Un amigo de Romer, Kevin (Robert Tessier), es asesinado por uno de los secuaces de Henri Cloche.
Se produce una lucha submarina entre Henri Cloche y sus secuaces; y David, Gail y Romer, terminando con la explosión del Goliath y la muerte de los delincuentes. David, Gail y Romer logran salvarse, alcanzando a rescatar un collar de oro que les dará la prueba de origen del tesoro.

## Reparto
- Robert Shaw - Romer Treece
- Jacqueline Bisset - Gail Berke
- Nick Nolte - David Sanders
- Louis Gossett Jr. - Henri Cloche
- Eli Wallach - Adam Coffin
- Dick Anthony Williams - Slake
- Earl Maynard - Ronald
- Bob Minor - Wiley
- Teddy Tucker – Capitán de puerto
- Robert Tessier - Kevin
- Lee McClain - Johnson
- Colin Shaw (hijo de Robert en la vida real) como el joven Romer Treece.

## Banda sonora
La banda sonora de la película fue compuesta por John Barry, quien en ese momento era famoso por su trabajo en la serie de películas de James Bond.  La cantante estadounidense Donna Summer se asoció con Barry para la canción insignia de la película, titulada "Down Deep Inside (Theme From The Deep)". Summer era una cantante contratada por la productora cinematográfica Casablanca Record & FilmWorks. La canción fue un éxito en la lista Dance Club Songs en los Estados Unidos llegando al número 3 y alcanzando el número cinco en la UK Singles Chart en Reino Unido. También fue un éxito en la Dutch Top 40 en los Países Bajos y la Ultratop 50 de Bélgica.

### Posicionamento en listas
| Lista (1977)                  | Máxima posición |
| ----------------------------- | --------------- |
| Australia (Kent Music Report) | 63              |

## Candidaturas
- Premio Oscar 1978: al mejor sonido[5]
- Premio BAFTA 1978: a la mejor fotografía[6]
- Premio Globo de Oro 1978: a la mejor música original (John Barry - Donna Summer).Canción Down Deep Inside.[7]